# 阿瓜林帕
阿瓜林帕是巴西戈亚斯州的一个市镇。总面积452.856平方公里，总人口2394人，人口密度5.3人/平方公里。